# Idotea granulosa
Idotea granulosa är en kräftdjursart som beskrevs av Martin Heinrich Rathke 1843. Idotea granulosa ingår i släktet Idotea och familjen tånglöss. Arten är reproducerande i Sverige. Inga underarter finns listade i Catalogue of Life.

## Bildgalleri

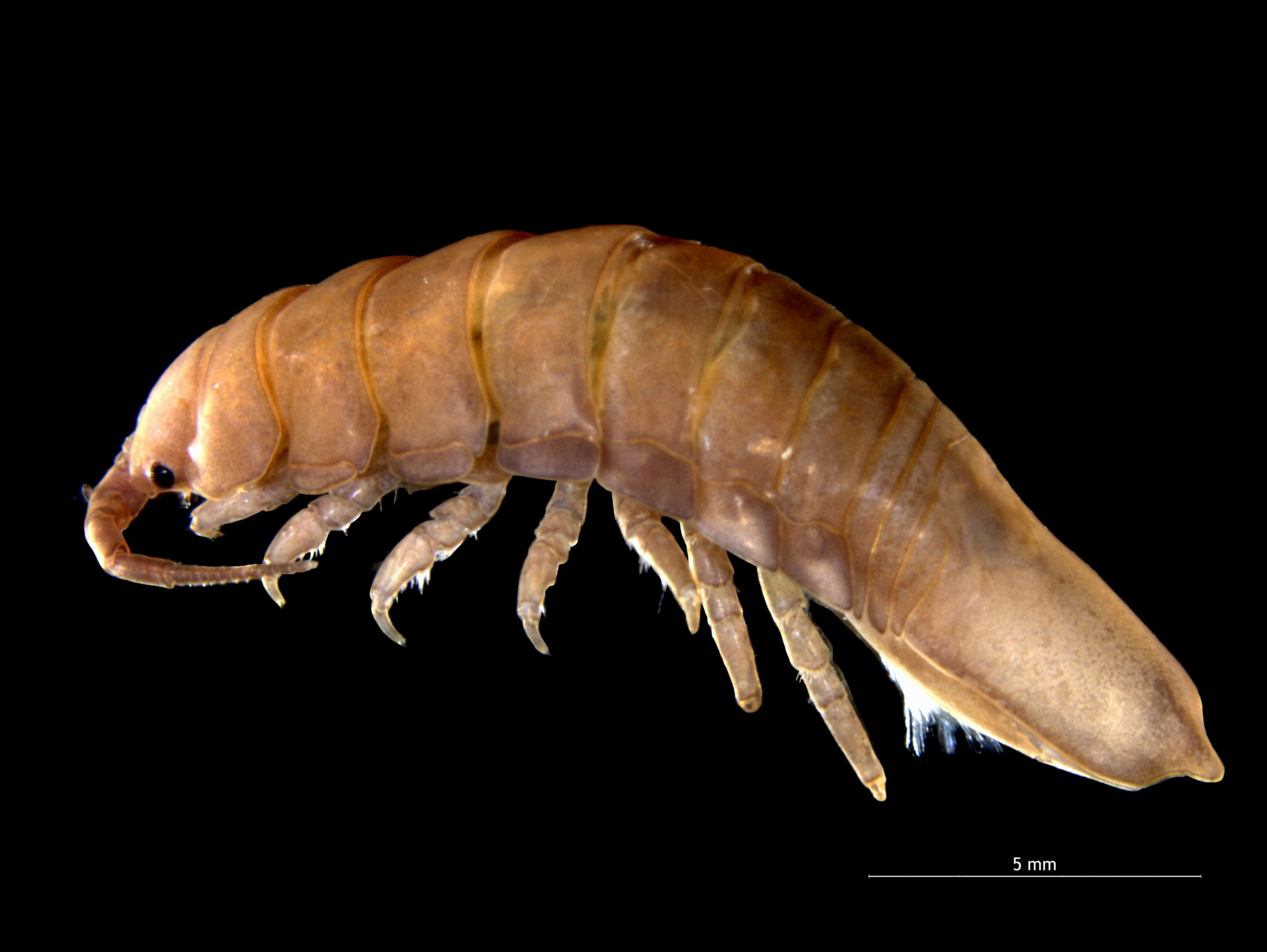
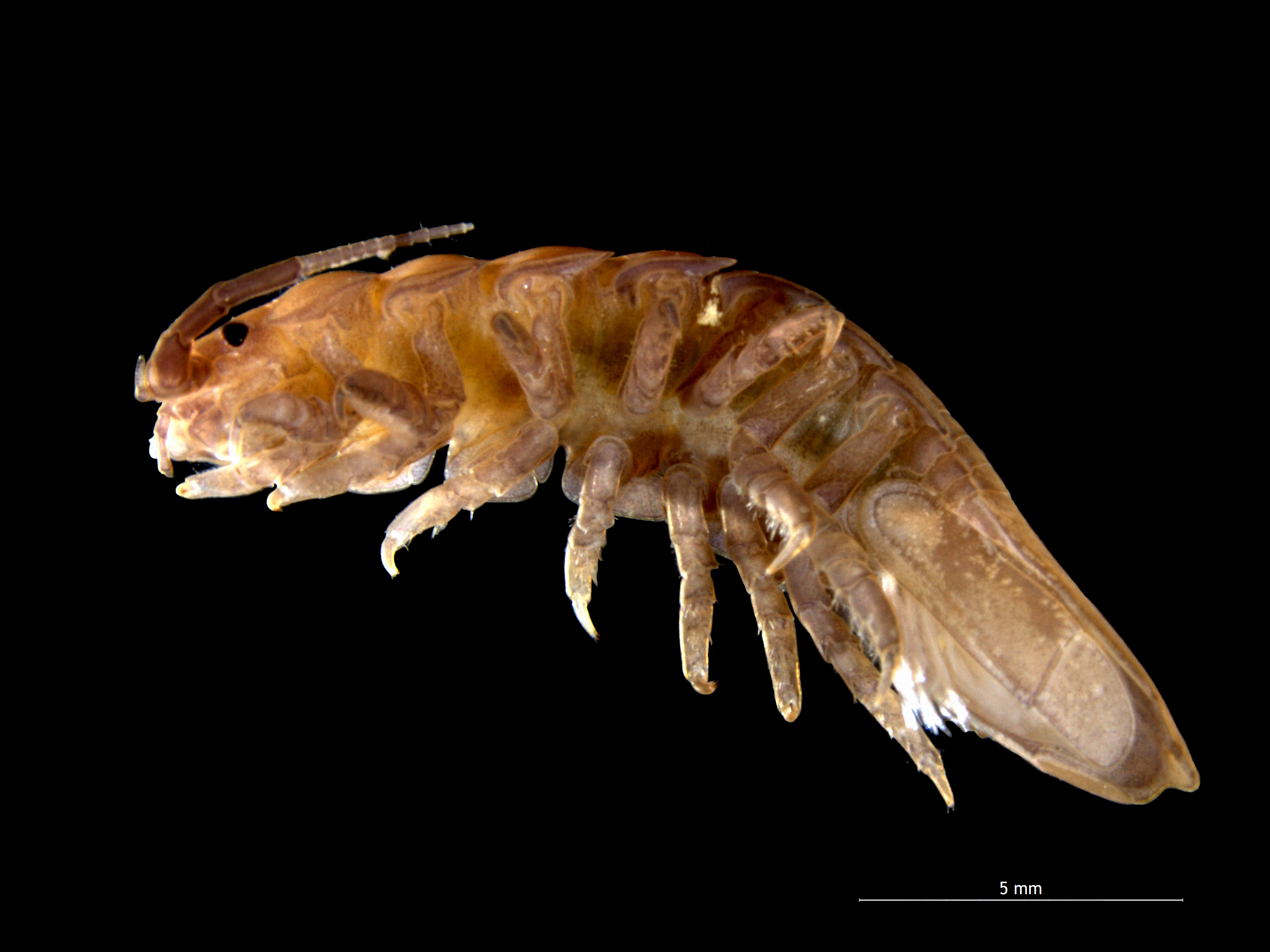